# Overture (ソフトウェア)
Overture（オーバーチュア）は、ポピュラーな楽譜作成ソフトウェアEncoreの作者であるドン・ウィリアムスによって書かれた、WindowsおよびMacintosh対応の楽譜作成ソフトウェアである。
視覚的には、OvertureのインターフェースはEncoreのそれと非常に良く似通っている。Overtureは、VSTホストに完全対応した最初の楽譜作成ソフトである。
日本国内に於いては、過去ローランドより発売されていた時期がある。

## 最新版
最新版は2016年12月にリリースされた5.2。

## 機能、譜面入力及び編集
Overtureに於いては、譜面データの入力は様々な手段により達成される。
- QWERTYキーボードによる入力
- マウス・クリックによる入力
- MIDIキーボードによるステップ入力及びリアル・タイム入力。

大抵のノーテーション記号はマウスでのドラッグにより簡単に再配置可能である。再配置以外のノーテーション記号の編集に於ける大抵のことは、マウスで記号を選択し、メニューから適切な編集コマンドを選択するか、パレットをクリックすることで実行可能。MIDIデータは特別なグラフィカル表示（個々の音符がバーとして表示されるピアノ・ロール）により編集される。その中でMIDIデータは、バーをマウスでドラッグして調整する事で編集される。

## 背景及び注目すべき点
楽譜を出版基準で製作することの複雑さのため、複雑な、若しくは非標準なノーテーションを含むプロフェッショナル品質の楽譜を製作することが可能な楽譜作成ソフトウェアの開発には、長期にわたる期間が必要である。
1990年代初頭、WYSIWYGによる楽譜作成ソフトウェアは、Coda Music SoftwareのFinaleによって独占されていた。Finaleは大規模かつ複雑な譜面や、非伝統的なノーテーションを扱うことが出来た。しかし、その強力さや柔軟性は、ソフトウェア作成のコストへと反映され、同時に、操作モードの多さに起因し、使い方を覚えるのが非常に難しかった。他の音楽マーキングは、ユーザが最初に選択した適切な編集モードでのみ編集され、Finaleのより最近のバージョンや、その他のプログラムで編集するのとは比較にならないものであった。
同時期、いくつかの楽譜作成ソフトウェアがより直感的なユーザ・インターフェースと共に現れ、その中ではEncoreはもっともポピュラーなものとなった。
この状況、及びこの時期（Macintosh向けのプログラムにより独占されていた時期）の楽譜作成ソフトウェアの、重要な概説がモントリオール大学のアラン・ベルキン教授により発表された。その他の問題として、楽譜作成ソフトウェアの設計に於けるこれら2つのアプローチの違い、及びそれらのアプローチと関連する問題点を指摘した。
ユーザ・フレンドリでありつつ、複雑かつ非標準な譜面を製作可能な楽譜作成ソフトウェアを製作する取り組みに於いて、Encoreの作者ドン・ウィリアムスはOvertureと呼ばれる新しいプログラムを書いた。OvertureはEncoreの直感的に設計されたユーザ・フレンドリなインターフェースを元にした。
Overtureは、簡単に使用出来るWYSIWYGの楽譜作成パッケージとしては初めての、非標準形状を持つノートヘッド、五線譜以外の線のような非標準ノーテーションを含む、プロフェッショナル品質の楽譜を製作可能なものとして有名である。
Overtureは、（ベロシティ、ピッチ・ベンド及びデュレーションのような）譜面に現れない全てのMIDIプレイバック・データをコントロール可能な初めての、Macintosh向けの楽譜作成ソフトウェアとしても有名である。
このソフトウェアは、音符をスクロールするピアノ・ロールの中の断片として表示し、マウスにより移動させたり編集したりする事が可能なMIDIデータ編集画面を取り入れた。
譜面を常にWYSIWYGによりページ表示する楽譜作成パッケージの、最初の一つでもある。それ以前のほとんどの楽譜作成パッケージは、WYSIWYG表示を備えていなかったり、スクロールする編集画面と、印刷プレビューやいくつかの編集機能のためのページ表示を切り替えて使うものであった。

## 発売元
当初Opcode Systems社から発売されていたが、後にCakewalk社からの発売となった。そして2009年、ドン・ウィリアムスの会社、Geniesoftからパッケージ製品、及びダウンロード販売の形で発売された。ライトバージョンとして、Score Writerという製品も発売されていた。Geniesoftのウェブサイトでは、Overture及びScore Writerのデモ・バージョンがダウンロード可能。